# Statistika pohlavního styku
Statistika pohlavního styku, tedy údaje týkající se pohlavního styku,v pochází obvykle z informací získaných sexuology a psychology.
Sexuální styk je pro jeho účastníky z evolučních důvodů zpravidla značně příjemný. Obvykle jej předchází milostná předehra, která navodí sexuální vzrušení partnerů a způsobí erekci (ztopoření) penisu a přirozenou lubrikaci (zvlhčení) vaginy. Ztopořený penis poté muž vsune do vaginy a jeden nebo oba partneři se doteky dále stimulují k dosažení ejakulace a orgasmu. Z pohledu oplodnění ženy není dosažení orgasmu podstatné, pro oplodnění vajíčka dostačuje pouze výron semene do oblasti pochvy a poté následné úspěšné spojení spermie s vajíčkem.
V ČR první schůzky a polibky podle statistiky u mužů a žen začínají okolo 15. roku. Petting je udáván okolo 17. roku. Skutečné partnerské vztahy navazují muži i ženy kolem 18. roku, což se shoduje s průměrný věkem v době první soulože. Pouze 5 % žen má při prvním pohlavním styku orgasmus. Asi 11 % českých žen bylo někdy silou donuceno k pohlavnímu styku, 4% z tohoto množství cizím mužem. Promiskuita se nezvyšuje nebo klesá, muži v průměru 9,38 partnerek, ženy 5,11 partnerů. V ČR je se sexuálním životem spokojeno 72 % žen a 68 % mužů, tendence je výrazně klesající. Asi 45 % mužů při prvním pohlavním styku nepoužilo antikoncepci. Významně se oproti konci 20. století zvýšilo používání hormonální antikoncepce u žen ve stálých vztazích, v roce 2008 používá pravidelně tuto antikoncepci již 52 % žen. Při náhodném pohlavním styku 88 % mužů používá kondom. Antikoncepci považuje za nepřípustnou 6 % žen a 5 % mužů.
Ve většině severoamerických a evropských států platí, že mladí lidé mají svůj první pohlavní styk obvykle mezi 14 až 20 lety, průměrně okolo 17. roku. Podle výzkumů z ČR je průměrný věk prvního pohlavního styku 18 let.
Udávaná frekvence orgasmu bývá u prvního styku dosti nízká, např. výzkum kanadské mládeže ukázal, že orgasmus mělo při prvním pohlavním styku jen 6 % žen a 62 % mužů. Velká většina (80 %) zažila svůj první pohlavní styk se svým dlouhodobějším přítelem či přítelkyní, 11 % s kamarádem/kamarádkou, 5 % se známým a 4 % s náhodnou osobou. Zkušenosti litovalo 26 % dotázaných, zvláště tehdy, pokud byla učiněna po posilnění alkoholem.

## Statistické informace
Jako následek ekonomického poklesu během posledních dvaceti let japonští muži ztratili sexuální sebedůvěru a odvahu najít si partnera. Polovina Japonců a 45 procent všech sezdaných lidí totiž připustilo, že v předchozím měsíci neměli pohlavní styk. Pohlavní styk vůbec nikdy nezažila čtvrtina třicetiletých Japonců. Z respondentů 21 procent dotázaných mužů uvádělo příliš velkou únavu po práci. Asi 25% žen uvedlo, že sex je otravný, 18 procent z pohlavního styku cítilo přílišnou únavu. Asi 16 procent mužů s pohlavním stykem přestalo, když jejich žena porodila. Pokles porodnosti a projevy asexuality v japonské společnosti v 21. století jsou v této souvislosti označovány syndrom celibátu.
Alfred Kinsey ve svých proslulých studiích (Kinseyho zprávy) popsal v statistikách 1,5 % Američanů jako „kategorii X“, osoby, které nemají žádné sexuální kontakty.

### Délka
Za běžnou dobu trvání koitu se považuje 3–7 minut. Přesněji řečeno jde o dobu frikčních pohybů od zavedení penisu do pochvy až po výron semene označovanou zkratkou IELT (z anglického Intravaginal Ejaculation Latency Time). Trvání IELT nad 7 minut nemá za následek zvýšenou incidenci koitálního orgasmu.
Ve studii téměř 500 párů z Británie, USA, Španělska, Turecka a Dánska byly měřeny časy IELT pomocí elektronického zařízení obsahující stopky. Výsledky shrnuje následující tabulka:
| země               | počet párů | průměr ± SD [minuty] | medián [minuty] |
| ------------------ | ---------- | -------------------- | --------------- |
| Dánsko             | 80         | 8,6 ± 6,8            | 6,5             |
| Španělsko          | 84         | 5,2 ± 1,7            | 4,9             |
| Turecko            | 124        | 6,6 ± 6,6            | 4,4             |
| Spojené království | 116        | 11,6 ± 8,4           | 10,0            |
| USA                | 70         | 10,8 ± 9,5           | 8,1             |

Průzkumu názorů 50 sexuálních terapeutů z USA a Kanady ukázal, že za krátkou považují terapeuti délku styku pod 1–2 minuty (průměr 1,25 min), za dostatečnou 3–7 minut (průměr 4,91 min), za optimální 7–13 minut (průměr 8,00 min) a za příliš dlouhou 10–30 min (průměr 19,96 min).

V dotazníkových šetřeních na české populaci odhadují muži i ženy délku soulože v průměru zhruba na 14 až 15 minut , ovšem v jiných studiích bylo porovnáním odhadů s reálnou dobou změřenou na stopkách zjištěno, že muži i ženy délku styku při odhadu nadsazují zhruba o jednu třetinu 

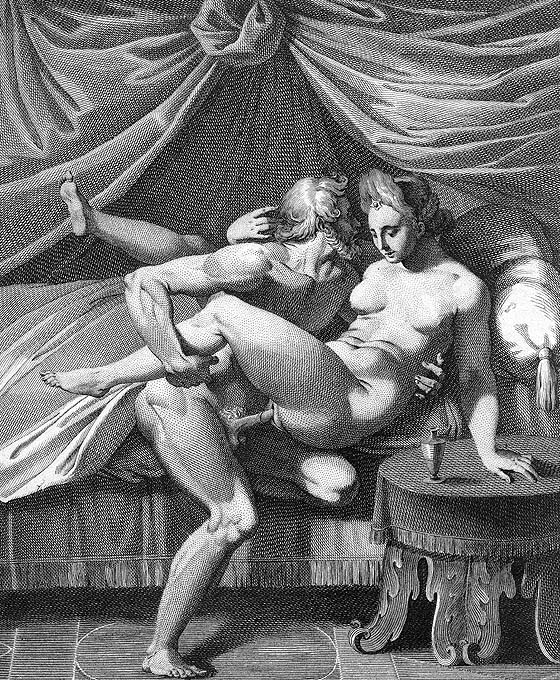
Pohlavní styk v mytologii: Jupiter a Junona

### Frekvence
Podle studie z roku 2011 je frekvence sexu hlavním faktorem v celkové sexuální spokojenosti, a tato zase jedním z klíčových faktorů celkové spokojenosti se vztahem.
Dotazníková studie na velkém reprezentativním vzorku 2469 mužů a 5120 žen z USA ukázala, že muži i ženy mezi 25 a 45 lety souloží průměrně zhruba 5× až 7× za měsíc (95% konfidenční interval). Podle výzkumů sexuálního chování v ČR je to 8× za měsíc. Srovnáním počtu styků zaznamenávaných průběžně za určitou dobu s udaným počtem styků za tutéž dobu při retrospektivním odhadu však vyšlo najevo, že muži i ženy (a ženy více než muži) počty souloží nadsazují o 13-32 %. To znamená, že skutečné hodnoty mohou být zhruba o čtvrtinu nižší než v dotaznících udávané.
Podrobnější data z finského výzkumu na vzorku 3189 mužů ve věku 18–48 let ukázal, že během posledních 2 let:
- 07,9 % mužů vaginální sex nemělo
- 12,2 % mužů udávalo soulož v průměru méně než 1× za měsíc
- 18,2 % mužů udávalo soulož v průměru 1–2× za měsíc
- 23,5 % mužů udávalo soulož v průměru 1× za týden
- 27,5 % mužů udávalo soulož v průměru 2–3× za týden
- 07,6 % mužů udávalo soulož v průměru 4–6× za týden
- 02,2 % mužů udávalo soulož v průměru 1× denně
- 00,7 % mužů udávalo soulož v průměru 2–3× denně
- 00,2 % mužů udávalo soulož v průměru 4× a vícekrát denně

Četnost pohlavních styků je nejvyšší v prvních dvou letech vztahu, poté klesá. Kromě délky vztahu má na pokles vliv také věk muže. Data z finského výzkumu zaměřeného na frekvenci soulože ve střední a pozdní dospělosti podává následující tabulka:
|                                    | Muži      | Muži      | Muži      | Ženy      | Ženy      | Ženy |
| 45–54 let                          | 55–64 let | 65–74 let | 45–54 let | 55–64 let | 65–74 let |      |
| ---------------------------------- | --------- | --------- | --------- | --------- | --------- | ---- |
| Alespoň 1 soulož za poslední týden | 64 %      | 45 %      | 23 %      | 49 %      | 25 %      | 10 % |
| Žádná soulož za poslední rok       | 05 %      | 13 %      | 24 %      | 10 %      | 25 %      | 52 % |

Ženy měly méně pohlavních styků díky tomu, že podstatně častěji než muži byly bez partnera, příp. měly ve zkoumaném časovém období méně sexuálních parterů než muži.